# J album
『J album』（ジェイ・アルバム）は、KinKi Kidsの11作目ののオリジナル・アルバム。2009年12月9日発売。発売元はジャニーズ・エンタテイメント。

## 概要
前作からは約2年ぶりのリリースである。「J album」のJには「トランプのJack」（Jackはの11番目のカードであり、11枚目のアルバムに掛けている）、「Journey」（次のDECADE（20周年）への旅）」、「Just」（原点を忘れず、ただ純粋に）という意味が込められており、これらをテーマとしたアルバムである。また共同プロデューサーに吉田建を起用している。なお、本アルバムではソロ曲、および2人によるオリジナル曲は収録されていない。本人たち曰く、「今までのサウンドとは全く違うサウンドのアルバムが完成した。」とのこと。
また、このアルバムの発売を記念して、首都高速大橋ジャンクションでにて発売記念イベントを行った。大橋ジャンクションが国道246号と連結していることから、ファンクラブ会員を対象とした応募者より246名を招待した。ニューアルバムのタイトルと、ジャンクション（Junction）の「J」にちなみ、また「ファンとのジャンクション（つながり）を大切にしながら躍動を続ける」という意味も込め、来年3月の開通予定で工事中のトンネルに特設ステージを設置し、アルバム収録曲より4曲を披露。ちなみに「J」はジャニーズ事務所の頭文字でもある為、ジャニーさん的な歌も入れたかったそうだが、「却下されました。」（光一）とのこと。。

## 収録曲
※シングル曲の解説は各シングルのページを参照のこと。

### Disc 1 / CD
1. スワンソング
29thシングル。
KinKi Kidsのオリジナルアルバムでシングル曲が1番目に収録されるのは初となる。
2. 宝石をちりばめて
3. 足音
4. 約束
28thシングル。
5. つばさ -little wing-
6. walk on...
7. Secret Code
27thシングル。
8. 憂鬱と虹
9. I will
10. Missing
11. 風のソネット
12. 愛について (*extra track)
  - 通常盤のみ収録。

シングル候補でもあった楽曲。シングルを発表する際に、『約束』とこの曲と分かれたが、最終的に『約束』が28thシングルとして発表された。
作詞はまた正体不明の『紅茉來鈴』が手がけている。
初回限定盤にはシークレットトラックとしてこの曲の導入部分が収録されている。

出版者　7：フジパシフィックミュージック&ブライト・ノート・ミュージック、10：ブライト・ノート・ミュージック、GOOD SONGS PUBLISHING A/S&SG SCANDINAVIA HB（サブ出版者：ブライト・ノート・ミュージック、ユニバーサル・ミュージック・パブリッシング Synch事業部&日音 Synch事業部）、その他楽曲：ブライト・ノート・ミュージック

## 収録内容

### Disc 1 / CD
| #         | タイトル                                      | 作詞       | 作曲                             | 編曲                                                             | 時間  |
| --------- | --------------------------------------------- | ---------- | -------------------------------- | ---------------------------------------------------------------- | ----- |
| 1.        | 「スワンソング」                              | 松本隆     | 瀬川浩平                         | ha-j / ストリングスアレンジ: 佐藤泰将 / コーラスアレンジ: 松下誠 | 4:24  |
| 2.        | 「宝石をちりばめて」                          | 久保田洋司 | 林田健司                         | CHOKKAKU / コーラスアレンジ: Ko-saku                             | 3:46  |
| 3.        | 「足音」                                      | 秋元康     | yamazo                           | 石塚知生                                                         | 5:06  |
| 4.        | 「約束」                                      | 浅利進吾   | 加藤裕介                         | 家原正樹、加藤裕介 / コーラスアレンジ: 高橋哲也                  | 4:16  |
| 5.        | 「つばさ -little wing-」                      | Satomi     | 織田哲郎                         | 家原正樹                                                         | 5:11  |
| 6.        | 「walk on...」                                | Gajin      | 鈴木盛広                         | 岩田雅之                                                         | 3:56  |
| 7.        | 「Secret Code」(コーラスアレンジ: Ko-saku)    | Satomi     | 井上日徳                         | 井上日徳、堂島孝平 / ブラスアレンジ: 井上日徳、 北原雅彦         | 4:17  |
| 8.        | 「憂鬱と虹」                                  | 村野直球   | 成海カズト                       | 石塚知生 / コーラスアレンジ: 松下誠                              | 4:35  |
| 9.        | 「I will」                                    | ma-saya    | Quadraphonic                     | 岩田雅之                                                         | 4:09  |
| 10.       | 「Missing」                                   | 新美香     | Anna Engh、Fredrik“Figge”Bostrom | CHOKKAKU / コーラスアレンジ: 竹内浩明                            | 3:54  |
| 11.       | 「風のソネット」                              | 浅田信一   | 大智                             | 神坂享輔                                                         | 5:03  |
| 12.       | 「愛について (*extra track)」(通常盤のみ収録) | 紅茉來鈴   | 萩原和樹                         | 安部潤                                                           | 5:06  |
| 合計時間: | 合計時間:                                     | 合計時間:  | 合計時間:                        | 合計時間:                                                        | 53:43 |

### Disc 2 / DVD (初回限定盤のみ)
| #  | タイトル                     | 作詞 | 作曲・編曲 |
| -- | ---------------------------- | ---- | ---------- |
| 1. | 「Secret Code」(Music Clip)  |      |            |
| 2. | 「Secret Code」(TV CM)       |      |            |
| 3. | 「約束」(Music Clip)         |      |            |
| 4. | 「約束」(TV CM)              |      |            |
| 5. | 「スワンソング」(Music Clip) |      |            |
| 6. | 「スワンソング」(TV CM)      |      |            |
| 7. | 「J album」(TV CM)           |      |            |

## 映像作品
- 宝石をちりばめて
  - KinKi Kids concert tour J
- 足音
  - KinKi Kids concert tour J
- つばさ -little wing-
  - KinKi Kids concert tour J
- walk on...
  - KinKi Kids concert tour J
- 憂鬱と虹
  - KinKi Kids concert tour J
  - KinKi Kids Concert -Thank you for 15years- 2012-2013
- I will
  - KinKi Kids concert tour J
- Missing
  - KinKi Kids concert tour J
  - KinKi Kids O正月コンサート2021
- 風のソネット
  - KinKi Kids concert tour J
- 愛について
  - KinKi Kids concert tour J
  - P album（初回盤B）